# George H. Williams

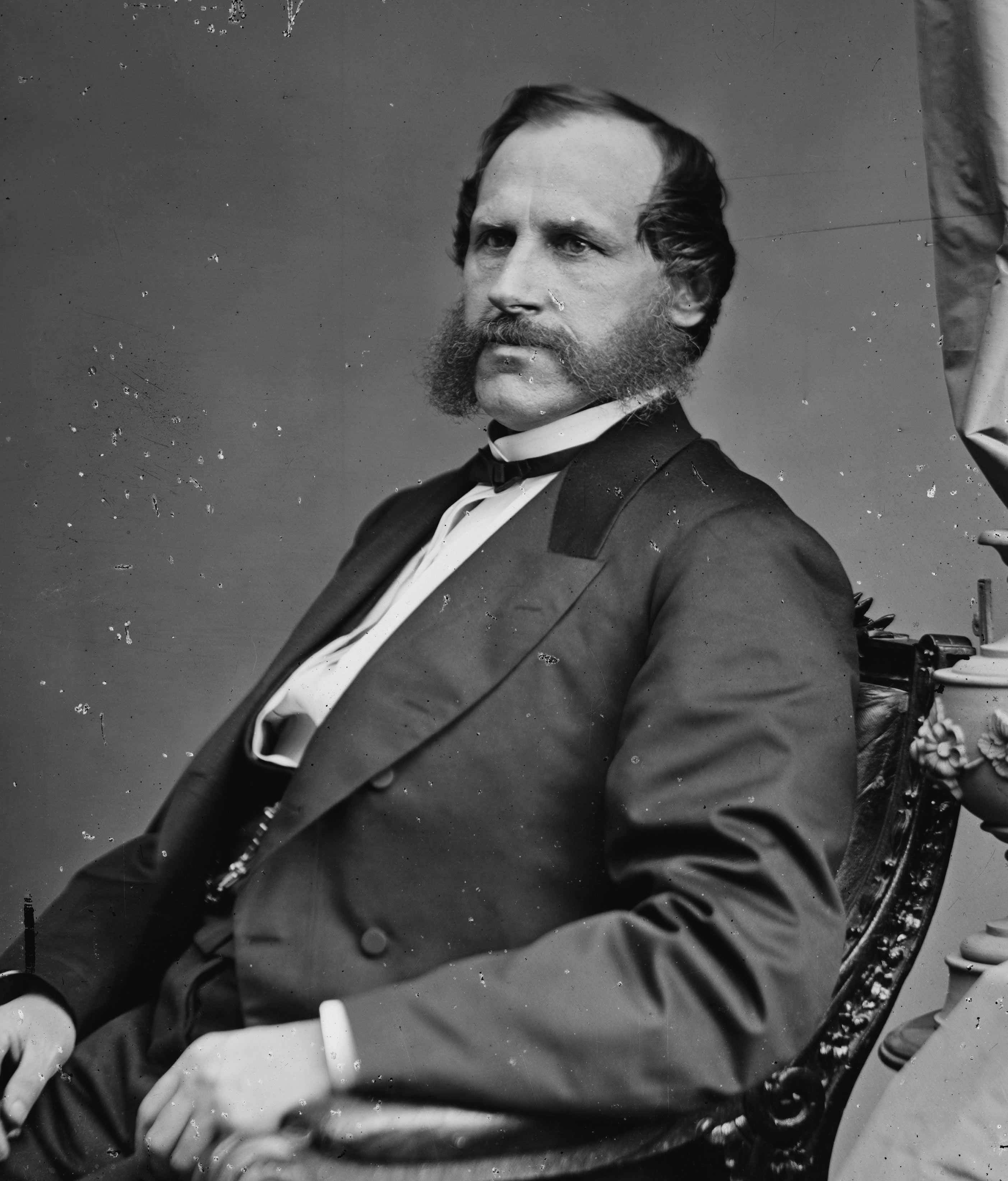
George Henry Williams (um 1875)

George Henry Williams (* 23. März 1823 in New Lebanon, Columbia County, New York; † 4. April 1910 in Portland, Oregon) war ein US-amerikanischer Jurist und Politiker. Er vertrat den Bundesstaat Oregon im US-Senat und amtierte als Justizminister (Attorney General) im Kabinett von Präsident Ulysses S. Grant.

## Studium und berufliche Laufbahn
Williams absolvierte ein Studium der Rechtswissenschaften. Nach der anwaltlichen Zulassung 1844 war er als Rechtsanwalt in Fort Madison, Iowa tätig. Drei Jahre später wurde er Richter des Ersten Gerichtsbezirks von Iowa. 1853 erfolgte seine Berufung zum Präsidenten (Chief Justice) des Obersten Gerichtshofs (Supreme Court) des Oregon-Territoriums. Während seiner bis 1858 dauernden Amtszeit wurde auch der Fall „Holmes v. Ford“ verhandelt, bei dem es um die erste Freilassung einer Sklavenfamilie nach dem Verbot der Sklaverei in Oregon ging.

## Politische Laufbahn

### Aufstieg zum Senator von Oregon
Bei der Präsidentschaftswahl 1852 gehörte er als Vertreter der Demokratischen Partei dem Wahlmännerkollegium (Electoral College) an. 1857 war er Mitglied der Verfassungsgebenden Versammlung von Oregon, die die Überführung des bisherigen Territoriums in einen Bundesstaat vornahm.
1865 erfolgte seine Wahl zum US-Senator für Oregon. In dieser Funktion vertrat er vom 4. März 1865 bis 3. März 1871 die Interessen der Republikanischen Partei in Washington. Seine Kandidatur für die anschließende Wiederwahl war jedoch erfolglos.
1871 gehörte er einer Kommission zur Klärung der Alabamafrage aufgrund des Vertrages von Washington an. Dabei ging es um ein Schadensersatzverfahren zwischen dem Vereinigten Königreich und den Vereinigten Staaten zur Frage der Sorgfaltspflicht neutraler Staaten über die Ausrüstung von Kriegsschiffen in ihren Häfen. Letztlich wurde das Vereinigte Königreich zur Zahlung von 15,5 Millionen US-Dollar in Gold wegen Schäden verpflichtet, die in England ausgerüstete Schiffe der Südstaaten in den Nordstaaten während des Sezessionskrieges begangen hatten.

### Justizminister unter Präsident Grant und Bürgermeister von Portland
Am 14. Dezember 1871 berief ihn US-Präsident Ulysses S. Grant als Justizminister (Attorney General) in sein Kabinett, wo er dem zurückgetretenen Amos T. Akerman nachfolgte. Die 1873 verfügte Nominierung zum Chief Justice of the United States nach dem Tod von Salmon P. Chase am 7. Mai lehnte er jedoch kurze Zeit später ab, nachdem seine Ablehnung im Senat der Vereinigten Staaten offenbar wurde. Am 25. April 1875 trat er von seinem Amt als Justizminister zurück. Das Angebot des Präsidenten, als Gesandter nach Spanien zu gehen, lehnte er ebenfalls ab.
1876 unterstützte er den republikanischen Kandidaten Rutherford B. Hayes im Vorfeld der Präsidentschaftswahl. Anschließend zog er sich für über ein Vierteljahrhundert aus der Politik zurück und ließ sich als Rechtsanwalt in Portland (Oregon) nieder. Am 2. Juni 1902 wurde er im Alter von 79 Jahren zum Bürgermeister von Portland gewählt. Dieses Amt übte er als Nachfolger von Henry S. Rowe bis zum 5. Juni 1905 aus.